# Alpenliebe
Le Alpenliebe (in tedesco significa "Amore alpino") sono caramelle dure prodotte e distribuite dalla Perfetti Van Melle, sul mercato dal 1985.

## Storia
Le caramelle Alpenliebe sono state lanciate sul mercato nel 1985 dalla Perfetti SPA, successivamente diventato Perfetti Van Melle. Il brand viene distribuito internazionalmente all'inizio degli anni novanta. Soprattutto in Cina il prodotto ottiene un grande riscontro, anche se in una ricetta leggermente differente e meno dolce rispetto a quella europea, dove invece si tende ad assecondare le tendenze salutiste del pubblico, rilanciando il prodotto in versione "senza zucchero".
Dal dicembre 1995 la commercializzazione della Alpenliebe è stata avviata anche in India, come primo marchio licenziatario di caramelle. In India le Alpenliebe vengono distribuite nei gusti classico, panna e fragola, cioccolato, caffè e banana. Quest'ultimo gusto non è disponibile in Europa.
A novembre 2010 le Alpenliebe sono state lo sponsor di una serie di flash mob organizzati a Perugia nell'ambito dell'Eurochocolate 2010.

## Promozione
Durante la prima campagna pubblicitaria delle caramelle Alpenliebe, la promozione puntava sullo slogan del prodotto "Una carezza al gusto di latte", mostrando alcune persone che dopo aver mangiato la caramella venivano delicatamente accarezzati. La colonna sonora ed il jingle degli spot erano stati realizzati appositamente.
Fra i più celebri testimonial ad aver prestato la propria immagine al prodotto si può citare l'attore Ezio Greggio, che in una serie di spot andati in onda fra gli anni ottanta e gli anni novanta reclamizzava il prodotto in compagnia della mucca Gilda.

## Varianti
Tradizionalmente le caramelle Alpenliebe sono dure, di forma ovalizzata ma schiacciata. Vengono vendute in astucci di cartone (scatole), o incartate singolarmente in tubetti o in buste.
- Alpenliebe original: Caramelle al mou.
- Alpenliebe original - Senza zucchero: Caramelle al mou.
- Alpenliebe Menta Mix: Caramelle senza zucchero al gusto panna/menta. Fuori produzione.
- Alpenliebe Fragola Mix: Caramelle senza zucchero al gusto panna/fragola. Fuori produzione.
- Alpenliebe Espresso: Caramelle senza zucchero al gusto caffè espresso.
- Alpenliebe Caramel with Chocolate: Caramelle al gusto caramello con ripieno di cioccolato fondente liquido.
- Alpenliebe Orange with Chocolate: Caramelle al gusto arancia con ripieno di cioccolato liquido. Fuori produzione.